# نمایش مردم
نمایش مردم (انگلیسی: Show People) فیلمی به کارگردانی کینگ ویدور است که در سال ۱۹۲۸ منتشر شد.

## بازیگران
- ماریون دیویس
- ویلیام هاینس
- دل هندرسون
- سیدنی بریسی
- پالی مورن
- رابرت زی. لنرد
- بس فلاور
- پت هارمن
- رالف سدان
- سی اوبری اسمیت
- آلبرت کونتی
- برت روچ
- هری گریبن
- رنه آدوره
- النور بردمن
- چارلی چاپلین
- لو کودی
- داگلاس فربنکس
- جان گیلبرت
- الینور گلین
- ویلیام اس هارت
- لیاتریس جوی
- رود لا رک
- می موری
- لوئلا پارسونز
- آیلین پرینگل
- دورتی سباستین
- نورما تلمج
- استل تیلور
- کینگ ویدور
- کلیر وینزر
- سیمونا بانیفیس
- کوی واتسون جونیور